# 11 september
11 september är den 254:e dagen på året i den gregorianska kalendern (255:e under skottår). Det återstår 111 dagar av året. I Etiopien är 11 september nyårsaftonen. Sedan år 2001 har datumet varit allmänt känt för terroristattackerna som inträffade och namngavs efter det.

## Återkommande bemärkelsedagar

### Helgdagar
- Etiopien – Etiopiskt nyår firas under normalår.

### Nationaldagar
- Kataloniens nationaldag, "Diada".

## Namnsdagar

### Svenska almanackan
- Nuvarande – Dagny och Helny
- Föregående i kronologisk ordning[1][2]

- Före 1901 – Protus och Hyacinthus

till minne av Protus och Hyacinthus två romerska martyrbröder som avrättades i Rom. Protus utgick 1901, och Hyacinthus långt innan dess.
- 1901–1985 – Dagny

infört 1901.
- 1986–1992 – Dagny, Dag och Daga

Dag och Daga infördes på dagens datum 1986, men flyttades 1993 till 16 september, där det har funnits sedan dess.
- 1993–2000 – Dagny och Daniela

Daniela infördes 1986 på 11 december. 1993 flyttades det till dagens datum, men återfördes 2001 till 11 december.
- Från 2001 – Dagny och Helny

Helny infördes 1986 på 18 augusti, men flyttades 1993 till 30 september och 2001 till dagens datum.

### Finlandssvenska almanackan
- Nuvarande från 2020[3] – Alexander, Sandra, Alexandra, Alex, Alec
- I föregående revideringar[a][4]
  - 1929–1949 – Alexander, Alexandra
  - 1950–1972 – Alexander
  - 1973–1994 – Alexander, Alex, Alexandra
  - 1995–2009 – Alexander, Alex, Alexandra, Sandra
  - 2010–2019 – Alexander, Alex, Alec, Alexandra, Sandra

## Händelser
- 490 f.Kr. – Slaget vid Marathon. Den persiska kungen, Darius I, känner inte till några större hinder för framgångsrikt lyckas med sin erövring och få ut sin hämnd mot sina fiender från det Joniska upproret. Mellan åren 491 och 492 byggde Darius upp sin armé och beordrade byggandet av flera fartyg som skulle transportera armén för att vinna över grekerna. En styrka på 9 000-11 000 greker under Kallimachos och Miltiades och 1000 platajer håller sin fasta position mot 600 triremier. Den persiska armén uppgår till över 20 000 man (persiskt infanteri vid Marathon, Grekland). Den persiska styrkan som önskar att avlägsna den atenska styrkan från sitt defensiva läge ger slutligen upp. Datis, den persiska befälhavaren, samtycker till kampen i rädsla för att spartanerna kan dyka upp. På datumet den 11 september 490 f.Kr. börjar striden då persiska och atenska styrkorna snart kommer att drabba samman. Datis flyttar sina styrkor mittemot det atenska infanteriet och de har havet bakom sig som de har kommit in ifrån i förrgår. Ungefär 1 600 meter bort marscherar atenerna tills de befinner sig cirka 200 meter från den närmaste persiska styrkans linje - och deras position ligger precis på tillräckligt avstånd från de persiska bågskyttarna. De persiska bågskyttarna kan inte nå dem. Athenerna springer de återstående 200 meterna och drabbar samman med den persiska styrkan. Senare, i rädsla, flyr den persiska armén mot det havet. Många slaktas och många perser förlorar sina liv under reträtten. Sju fartyg fångas. I slutet av slaget har 6 400 perser stupat medan endast 192 greker, däribland Atens krigsarkont Kallimachos. Efter att ha tryckt perserna tillbaka till sjöss seglar de sedan runt Kap Sunion.[5] Efter slaget återvänder perserna hem. Före slaget skickar atenarna löparen Feidippides att söka hjälp av Sparta. Spartanerna dröjer dock, eftersom de har religiösa krav (Karneia), som säger att de måste vänta till nästa fullmåne. Den grekiske historikern Herodotos, som är huvudkällan till uppgifter om de grekisk-persiska krigen, omnämner Feidippides som sändebudet, som springer från Aten till Sparta för att be om hjälp, och sedan tillbaka, en sträcka på över 24 mil åt vardera hållet. Det sägs att hans sista ord, innan han kollapsar och faller död ner, är ”Chairete nikomen” (”Var hälsade, vi har segrat”).
- 9 –  Slaget vid Teutoburgerskogen får sitt slut.[6] Den direkta följden blev att Romarriket förlorade merparten av dagens Tyskland, området mellan Rhen och Elbe, då man drog sig tillbaka västerut för att aldrig komma tillbaka. Rom hade förlorat sitt överläge med vilket de lagt under sig merparten av Germanien. Aldrig skulle Rom återfå det överläget. På längre sikt hade slaget stor betydelse för Europas historia, då Rom aldrig lyckades införliva Germanien i den romerska provinsstrukturen. Detta slag blev bortglömt under flera århundraden men återupptäcktes i början av 1500-talet, då Tacitus skrifter hade upptäckts i ett par kloster. Den exakta platsen för slaget, Kalkriese nära Bramsche, blev känd först 1987 genom fynd av en brittisk amatörarkeolog som funnit en silverskatt. Under ledning av Dr Wolfgang Schlüter gjordes sedan noggranna undersökningar som kunde slå fast att man till slut funnit platsen för detta blodiga slag. Hos romerska riket som led ett nederlag blev så många som 20 000 dödade, sårade eller tillfångatagna. På den germanska sidan var endast 500 sårade eller döda.
- 1226 – Den första förekomsten av katolsk praktik med adoration börjar formellt i Avignon, Frankrike.
- 1297 – Slaget vid Stirling Bridge. Den engelska nordarmén, som har sänts för att kuva den skotske frihetshjälten William Wallaces uppror i norr, besegras av skottarna vid Stirling Bridge.  Under William Wallaces ledning hade ett uppror startat i maj 1297. Engelsmännen sände en stor armé norrut för att kuva upproret. Slaget skedde vid en bro som endast tre man i taget kunde gå över i bredd. Skottarna gick till anfall och flera av engelsmännen trängdes på bron. Flera av engelsmännen trillade i vattnet och drunknade p.g.a. dåliga simkunskaper och tung utrustning. Skottarna kom längre in på bron och slängde fienden i vattnet. Till slut rasade bron och engelsmännen flydde i skräck ifrån platsen.
- 1541 – Santiago de Chile förstörs av Mapuchestyrkor under Araucokriget.
- 1565 – Belägringen av Malta avslutas. Belägringen inleddes den 18 maj 1565 med en styrka bestående av sammanlagt 48 000 man, av vilka 28 000 osmanska soldater och resterande stöd av trupper från Alger och Tripoli, enligt Francisco Balbi di Correggio som förde journal över belägringen. Maltas styrka bestod av knappt 8 000 soldater, varav blott cirka femhundra var riddare. Övriga trupper bestod främst av milis som kom ur den lokala befolkningen. Belägringen kom att vara i 116 dagar när till slut turkarna för gott kom att lämna ön och hade inneburit stora förluster för turkarna som uppgick till så många som 25 000 manskap i omkomna. I jämförelse detta taget med maltesernas förluster som uppgick till ett manskap på cirka 2 500 omkomna.
- 1609 – Henry Hudson upptäcker Manhattan för första gången och de ursprungsbefolkningar som bor där. Ursprungsbefolkningarna kom med tiden sedan att drivas därifrån.
- 1676 – Dödsstöten för de svenska häxförföljelserna, då Annika Tomsdotter erkänner i rätten att hon aldrig hade varit på Blåkulla. (Källa: Häxornas försvarare, Jan Guillou.)
- 1697 – Slaget vid Zenta som pågår under det Stora turkiska kriget är bland det mest avgörande nederlaget någonsin i Osmanska rikets historia.
- 1709 – De allierade under spanska tronföljdskriget segrar i slaget vid Malplaquet. Detta är en av hertigen av Marlboroughs största segrar någonsin. Det är det näst sista stora slaget under hela kriget och ett av de största och mest avgörande. Endast slagen vid Oudenarde och Denain var större.
- 1714 – Belägringen av Barcelona avslutas i samband med att Barcelona intas av spanska trupper. Detta avslutar spanska tronföljdskriget på spansk mark och leder i förlängningen till avskaffandet av Kataloniens självstyre.[7]
- 1750 – Slaget vid Gingee, är en av de mest imponerande franska militära insatserna under andra Carnatickriget. De tar fästningen Gingee, som allmänt ansågs vara osårbar, under ett enskilt nattligt anfall.
- 1758 – Slaget vid Saint Cast. Seger för Kungariket Frankrike som möter Kungariket Storbritannien.
- 1773 – Benjamin Franklin skriver "There never was a good war or bad peace".[8][9]
- 1777 – Slaget vid Brandywine. Slaget står mellan den amerikanska armén under befäl av general George Washington och den brittiska armén under befäl av general Sir William Howe. Britterna besegrar amerikanerna och tvingar dem att dra sig tillbaka mot den amerikanska huvudstaden Philadelphia. Striden äger rum nära Chadds Ford i Pennsylvania under Howes fälttåg att inta Philadelphia, en del av det amerikanska frihetskriget.
- 1780 – Cirka 10 personer omkommer i Sugarloaf massakern.
- 1786 – Annapolis-konventionen påbörjas.
- 1789 – Alexander Hamilton utses som USA:s finansminister och blir den förste finansministern någonsin. Alexander Hamilton nedlade som sådan ett enormt arbete bland annat vid statsskuldens reglering, den unionella bankens grundläggning och det unionella skatteväsendets ordnande. Han kom att utföra ett omfattande stort och långt arbete på posten som finansminister. Under president John Adams minskades emellertid hans inflytande.
- 1792 – Hope-diamanten blir stulen tillsammans med andra franska kronjuveler när sex män bryter sig in i huset där de fanns.
- 1802 – Frankrike annekterar Kungariket Sardinien.
- 1803 – Slaget vid Delhi. Brittiska ostindiska kompaniets styrkor besegrar Maratharikets styrkor.[10]
- 1814 – Slaget vid Plattsburgh avslutas.[11]
- 1829 – Överlämnande av expeditionen ledd av Isidro Barradas i Tampico, skickad av den spanska kronan för att återta Mexiko. Detta är fullbordandet av Mexikos kampanj för självständighet.
- 1836 – Republiken Riograndense utropas av rebeller efter att ha besegrat Kejsardömet Brasiliens trupper i slaget vid Seival under  Ragamuffin-kriget.
- 1850 – Sångerskan Jenny Lind (som tillbringar sina första år i Upplands Väsby kommun), ("Swedish Nightingale"), har sin första konsert i USA, på Castle Clinton nationalmonumentet, på södra spetsen av Manhattan i New York.
- 1857 – Mountain Meadows-massakern: ett nybyggartåg blir massakrerat av mormoner utanför Salt Lake City. En lokal milis av mormoner begår massmord mot en grupp nybyggare som fredligt färdas genom Utah på väg mot Kalifornien. Händelsen kallas Mountain Meadows-massakern och startar som ett indianöverfall som snabbt övergår till belägring. Nybyggarna luras av en ledande mormonpastor att lämna ifrån sig sina vapen. Därefter massakreras de av mormonerna och indianerna tillsammans. Cirka 120 människor, män, kvinnor och barn dödas.
- 1871 – Det första passagerartåget passerar genom Fréjustunneln mellan Frankrike och Italien. Arbetet på 8-milstunneln hade börjat 1861 under ledning av fransk ingenjör.
- 1872 – Prosper Henry upptäcker asteroid 125 Liberatrix.
- 1903 – Den första tävlingen sker på Milwaukee Mile. Det är den äldsta största motorvägen i världen.
- 1904 – Slagskeppet Connecticut lanseras i New York och dessutom introduceras en ny "era" för sjökonstruktion.
- 1905 – På Manhattan i New York sker en urspårning vid de förhöjda järnvägarna och 13 personer omkommer och 48 personer skadas allvarligt.[12]
- 1914
  - Den tyska offensiven på västfronten under första världskriget hejdas vid Marne.
  - Slaget vid Bita Paka.
- 1916 – 11 personer omkommer vid en olycka vid Quebec Bridge.
- 1921 – Nahalal, det första moshav, grundas och blir bosatt av människor, som en del av en sionistisk plan för att skapa en judisk stat, som senare kom att bli Israel.
- 1922 – Brittiska Palestinamandatet proklameras i Palestina.
  - Karsfördraget ratificeras i Jerevan, Armenien.
  - Morgontidningen "The Sun News-Pictorial" grundas första gången, i Melbourne, Australien.
- 1941 –  I det tal som Charles Lindbergh håller, anklagas britterna, judarna och FDR:s administration för att pressa för krig mot Tyskland.
  - Marken bryts inför byggnad av Pentagon.
  - Sovjetisk generalen Georgij Zjukov kommer till staden Leningrad.
- 1943 – Nazisterna tömmer och dödar de kvarvarande överlevande i gettona i Minsk och Lida.
- 1944
  - Brittiskt bombflyg förstör cirka 75 procent av bebyggelsen i den tyska staden Darmstadt, varvid omkring 11 500 människor omkommer.
  - USA:s 32:a president Franklin D. Roosevelt och Winston Churchill träffas i Kanada vid andra Quebec-konferensen.
  - Amerikanska trupper går in i Luxemburg.
- 1945 – Den 9:e divisionen av australiska armén befriar Batu Lintang-lägret. Det var ett interneringsläger för krigsfångar och civila på ön Borneo. Vid befrielsen finns 2024 personer i lägret (1392 är krigsfångar, 395 är civila män och 237 är civila kvinnor och barn). Bland officiella papper som hittas i lägret vid befrielsen framgår det att det fanns planer att mörda alla som finns i lägret (en dödsorder var utfärdad). Det var tänkt att bli den 18 augusti, men på grund av japanska kapitulationen den 15 augusti utfördes massmorden inte den 18 augusti. Det nya datumet för att rensa lägret blev 15 september. Alltså hade befrielsen förhindrat en framtida terror fyra dagar senare och räddat de över 2 000 människor som fanns där, av vilka det fanns kvinnor och barn.[13]
- 1946 – Det första mobila långdistanstelefonsamtalet från bil till bil genomförs.
- 1950 – Koreakriget: president Harry S. Truman godkänner militära operationer norr om 38:e breddgraden.
- 1954 – Orkanen Edna som startade 2 september, slår till mot New England och orsakar mycket skada och 29 personer omkommer.
- 1955 – Kung Gustaf VI Adolf skriver sitt namn på en sten på Djäkneberget i Västerås när han och drottning Louise avslutar sin eriksgata genom Västmanland och den namnteckningen blir ännu en inskription.
- 1960 – Det 17:e Sommar-OS avslutas i Rom. 2008 skrev David Maraniss: "Rom 1960: De olympiska spelen som förändrade världen".
- 1961 – Världsnaturfonden (World Wide Fund for Nature; WWF) grundas och blir registrerad. Därmed kan det internationella insamlingsuppdraget formellt börja.[14] Det första WWF kontoret öppnar.[15]
  - Orkanen carla som startade 3 september, slår till mot Texas kust.
- 1962 – The Beatles spelar in vad som blir deras första egna singel Love Me Do.
- 1965 – Under Indo-pakistanska kriget 1965 intar den indiska armén staden Burki, sydost om Lahore.
- 1967
  - Provierörelsen upplöses.
  - Första inspelningsdagen för The Beatles film Magical Mystery Tour. Bussen kör från London till Teignmouth i Devon och man filmar på vägen.
- 1968 – Air France Flight 1611 kraschar vid Nice Frankrike. Enligt kommissionen var det en olycka som det inte fanns någon chans att överleva. Alla 95 personer ombord omkommer. Bland de omkomna fanns René Cogny.[16]
- 1970
  - Bilmodellen Ford Pinto lanseras.
  - Under Flygkapardramat i Jordanien 1970 släpper kaparna 88 av sin gisslan fria. De återstående i gisslan som mestadels är judar och israeliska medborgare hålls dock kvar fram till 25 september.
- 1971
  - Den svenska avdelningen av Världsnaturfonden (WWF) grundas.
  - Den egyptiska konstitutionen blir officiell.
- 1972
  - San Franciscos tunnelbana invigs.
  - Olympiska sommarspelen avslutas i västtyska München. Spelen har dock inte bara präglats av idrott, utan också av Svarta september.
- 1973 – En militärjunta, ledd av Augusto Pinochet, störtar Chiles president Salvador Allende i en militärkupp.
- 1974 – Eastern Air Lines Flight 212 havererar vid Charlotte, North Carolina. 72 personer omkommer som följd av kraschen och 10 personer överlever.
- 1976 – En bomb som utplacerats av den kroatiske terroristen Zvonko Bušić upptäcks vid New Yorks Grand Central Terminal; en person som försöker desarmera bomben omkommer.
- 1977 – Den rysk-sovjetiske astronomen Nikolaj Tjernych upptäcker asteroid  37530 Dancingangel.
- 1978 – Den svenske formel 1-föraren Ronnie Peterson avlider i sviterna av en olycka i Italiens Grand Prix på Monza-banan dagen före.
- 1979 – Passagerarfärjan M/S Estonia beställs av Viking Line. Passagerarfärjan M/S Estonia ska byggas enligt ett kontrakt slutet mellan skeppsvarvet Meyer-Werft i Papenburg och Rederi Ab Sally (en av delägarna i Viking Line) under namnet M/S Viking Sally. [17] Skeppsbygget tog ovanligt kort tid.[17] Femton år senare förliser hon i Estoniakatastrofen, på öppet hav mellan finska Utö och estniska Dagö. Fartygskatastrofen är den största i fredstid i nordiska farvatten, en av de dödligaste överhuvudtaget under sent 1900-tal. Sammanlagt omkommer 852 människor. Bedömningen som gjordes från haverikommissionen i dess slutliga officiella rapport från december 1997 kom fram till att färjan var felkonstruerad och att låsen som höll bogvisiret på plats var för svaga.[18] Tidigare delrapporter från så tidigt som 1994 menade även att katastrofen berodde på att bogvisirets låsanordningar brustit.
- 1980 – Röstande godkänner en ny konstitution av Chile, senare ändrad efter president Pinochets avgång.
- 1982
  - Humorgruppen Galenskaparna och barbershopgruppen After Shave inleder sitt samarbete.[19]
  - De internationella styrkorna som garanterar säkerheten för palestinska flyktingar efter Israels invasion av Libanon 1982 lämnar Beirut. Fem dagar senare (16 september 1982) massakreras flera tusen flyktingar i flyktinglägren Sabra och Shatila av libanesisk kristen milis (maronitiska falangistmilisen).
- 1985 – Två tåg frontalkolliderar i portugisiska Alcafache och fattar eld. Uppgifterna om antal omkomna varierar mellan 45 och 150.
- 1987 – Den jamaicanske reggaeartisten Peter Tosh som slog igenom tillsammans med Bob Marley i the Wailers rånmördas i sitt hem tillsammans med flera andra vänner.
- 1988 – Det svenska rockbandet Imperiet gör sin sista spelning på Ritz i Stockholm.
- 1989 – Ungern meddelar att de 7000 östtyska flyktingar som inrymts i tillfälliga läger och som vägrat att återvända hemåt och vill komma till väst är fria att lämna och börja bege sig västerut, till Västtyskland.[20]
- 1992 – Orkanen Iniki, som startade 5 september, en av de mest förstörande orkanerna i USA historia, börjar 11 september ödelägga Hawaiiöarna Kauai och Oahu.
- 1997 – Efter att slutfört en 10 månaders resa anländer NASAs rymdfarkost Mars Global Surveyor till planeten Mars.[21]  Huvuduppgiften är att kartlägga Mars yta. Det primära uppdraget är klart i januari 2001 och sonden utför ett utökat uppdrag till i november 2006 då kontakten förloras.
  - Efter en rikstäckande folkomröstning röstar Skottland för att inrätta ett delegerat parlament i Storbritannien.
- 1999 – Lincoln Near-Earth Asteroid Research upptäcker jordnära asteroid 101955 Bennu.
- 2000 – Singeln On a Night Like This släpps med Kylie Minogue. Minogue framför låten i Sydney 2000 på Olympiska sommarspelens avslutningsceremoni.
- 2001 – En terroristattack av al-Qaida utförs mot World Trade Center på Manhattan i New York då 2 kapade flygplan träffar varsin byggnad. Norra tornet träffas kl 08:46 och södra tornet träffas kl 09:03. Det sker ytterligare en attack och American Airlines Flight 77 träffar Pentagon i Washington D.C., USA.[22] Ett fjärde kapat flygplan kraschar på ett fält i Shanksville, Pennsylvania efter ett uppror från passagerarna och flygplanet når inte sitt anfallsmål. Ingen ombordvarande överlever. Folk som följer radio och televisionen blir skärrade och undrar vad det är frågan om. World Trade Center på Manhattan i New York. När norra tornet har brunnit i 73 minuter uppstår ett stort rökmoln/dammoln som omger södra tornet och de flesta tror detta var en ny stor explosion, men när dammolnet lättar och det blir mer synligt ser man att hela tornet är borta. Anledningen att södra tornet kollapsar först trots att det blev träffat sist beror på att flygplanet träffar längre ner och det blev mera tyngd över skadan. 29 minuter senare brister norra tornets bärande balkar och tyngden ovanifrån får tornet att successivt falla mot marken i hastig takt - Manhattan täcks av ett gigantiskt dammoln. Amerikanarna har svårt att acceptera att bli förnedrade med förlusten av tvillingtornen och kriget mot terrorismen startar efter ett offentligt tal av president George W. Bush den 20 september. Själv besöker han ground zero på Manhattan sex dagar innan (den 14 september). 2996 människor inklusive 19 kapare omkommer den dagen i de samordnade terroristattackerna anordnade av al-Qaida. De flesta omkomna är från norra tornet ovanför kraschzonen eftersom kraschen har skurit av trapphusen. Då fanns det ingen väg ut för de drygt 1 300 människorna som befann sig ovanför kraschzonen.
- 2002 – Den svenska sångaren Marie Fredriksson faller ihop hemma i sitt badrum efter en joggingrunda; hon får ett epileptiskt anfall. Det konstateras senare att hon har fått en hjärntumör. På albumet The Change från 2004 beskriver hon känslorna under sjukdomen. Hon friskförklaras 2006.
- 2003 – Sveriges utrikesminister Anna Lindh avlider till följd av de skador hon tillfogades i ett knivöverfall dagen före. Hon avlider klockan 05.29 på morgonen den 11 september 2003. Som följd hålls två minneshögtider och Göran Persson håller ett tal på kvällen i direktsänd TV samma dag som Anna Lindh avlider. Riksdagen har sin stora minnesstund för Anna Lindh den 16 september 2003 under talman Björn von Sydow. Tre dagar senare, den 19 september, hålls den stora minneshögtiden i Blå hallen i Stockholms stadshus med 1300 inbjudna gäster. Sveriges konung Carl XVI Gustaf och drottningen är närvarade.[23] Händelsen sänds även i TV. Gärningsmannen Mijailo Mijailovic grips i hemmet i Tullinge den 24 september av den nationella insatsstyrkan.[24] Den 6 januari 2004 erkänner Mijailovic att det är han som är mördaren. Den 2 december 2004 döms Mijailo Mijailović av Högsta domstolen till livstids fängelse för mordet på Anna Lindh med stöd av bland annat DNA-bevisning.
- 2004
  - En helikopter havererar i Egeiska havet av okänd anledning, och 16 höga representanter för grekisk-ortodoxa kyrkan i Alexandria omkommer, däribland patriark Petrus VII av Alexandria.
  - Det 1 000:e dödsfallet bland de amerikanska soldaterna i Irak inträffar.
- 2005 – De sista av israeliska styrkorna lämnar Gaza vilket sätter punkt för 38 år av israeliskt militärt styre.[25]
- 2007
  - Helikopterolyckan i Ryd.
  - Ryssland testar det största konventionella vapnet någonsin, fadern av alla bomber.
- 2009 – Under uppdraget STS-128 med bland annat den svenske astronauten Christer Fuglesang ombord, avslutar rymdfärjan Discovery med sin besättning sin tvåveckorsresa och uppdrag i rymden och landar åter på jorden vid Edwards Air Force Base (landar 11 september kl 8:53 p.m lokal tid).
- 2011 – På 10-årsdagen av 11 september-attackerna invigs det nya minnesmärket över de fallna tvillingtornen och alla omkomna med namn ingraverade av de omkomna, dels i den attacken och i attacken 1993 i räckena som omger hålen.
- 2012 – Amerikanska ambassaden i Benghazi, Libyen attackeras, vilket resulterar i fyra dödsfall. Militanta islamister anfaller den amerikanska diplomatiska föreningen i Benghazi, Libyen och dödar USA:s ambassadör J. Christopher Stevens och amerikanska utrikesförvaltningens Information Management Officer Sean Smith. Stevens är den första amerikanska ambassadören som dödas i tjänst sedan 1979.
- 2013 – Ungefär 1,6 miljoner deltagande människor bildar en 48 mil lång mänsklig kedja i samband med det årliga firandet av Kataloniens nationaldag och till stöd för katalansk självständighet från Spanien. Den mänskliga kedjan sträcker sig längs den antika vägen Via Augusta, från Le Perthus i Languedoc-Roussillon till Alcanar vid Kataloniens gräns mot regionen Valencia (känt som den katalanska vägen).[26]
- 2015 – Vid hård regnstorm i Mecka, Saudiarabien, sliter vindar loss en stor hög kran, som faller rakt ner på Masjid al-Haram-moskén och träffar taket. Kranen och moskétaket kollapsar rakt på en folksamling inne i moskén, så att golven blodtäcks.[27] Många människor får flera ton av rasmassor över sig. Sammanlagt 111 personer omkommer och nära 400 skadas. Många blir fångar innanför de tonvisa rasmassorna. Att få ut dem tar lång tid. [28] De 111 omkomna människorna kommer från tolv olika nationer världen över.
- 2017
  - Rymdsonden Cassini-Huygens gör sin sista passage vid månen Titan och Cassini-Huygens hamnar sedan på en kollisionskurs med Saturnus. Earl Maize, projektledaren för uppdraget, kallade denna passage för en "adjökyss". Och det var adjö. Det finns inget sätt att stoppa rymdfarkosten från att krascha efter att Cassini-Huygens passerat månen Titan. Kontakten förloras med rymdsonden Cassini-Huygens den 15 september efter nästan 20 år i rymden.[29]
  - Stortingsvalet i Norge 2017, hålls.
- 2018
  - Gränsen mellan Etiopien och Eritrea öppnar för första gången på 20 år, som ett steg i försoningsprocessen mellan de forna ärkefienderna.
  - 17 år efter terrordådet mot World Trade Center i New York, USA öppnar en tunnelbanestation under det nuvarande One World Trade Center.
- 2020 – Ett fredsavtal sluts mellan Israel och Bahrain. Relationerna med Bahrain ska "normaliseras" säger Israels premiärminister Benjamin Netanyahu. Donald Trump är en av de som förmedlar vidare denna nyhet.[30]
- 2022 – Sverige håller val till riksdagen.

## Födda

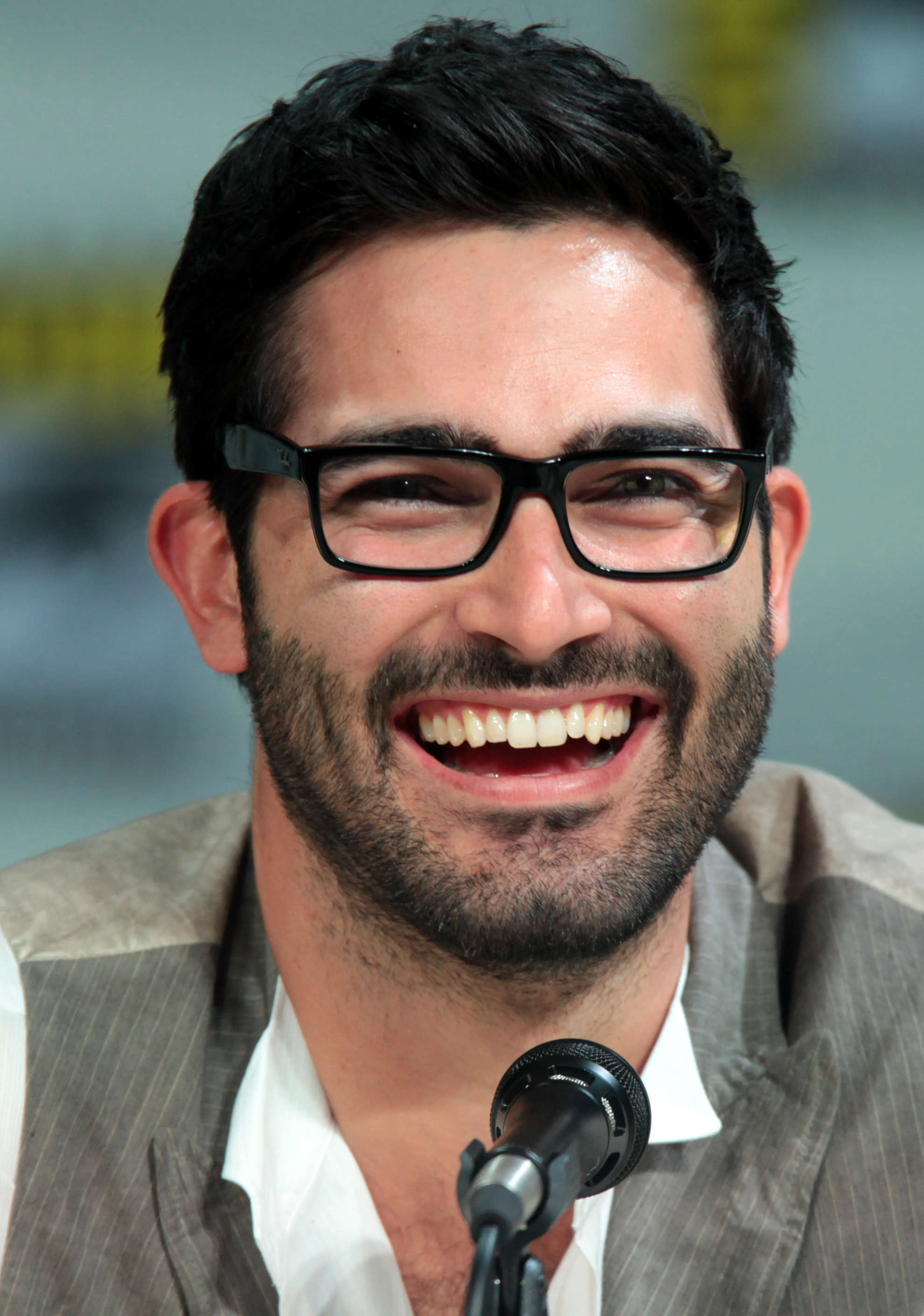
Tyler Hoechlin föddes den 11 september 1987 och är amerikansk skådespelare som är mest känd för sin roll som varulven Derek Hale i TV-serien Teen Wolf.

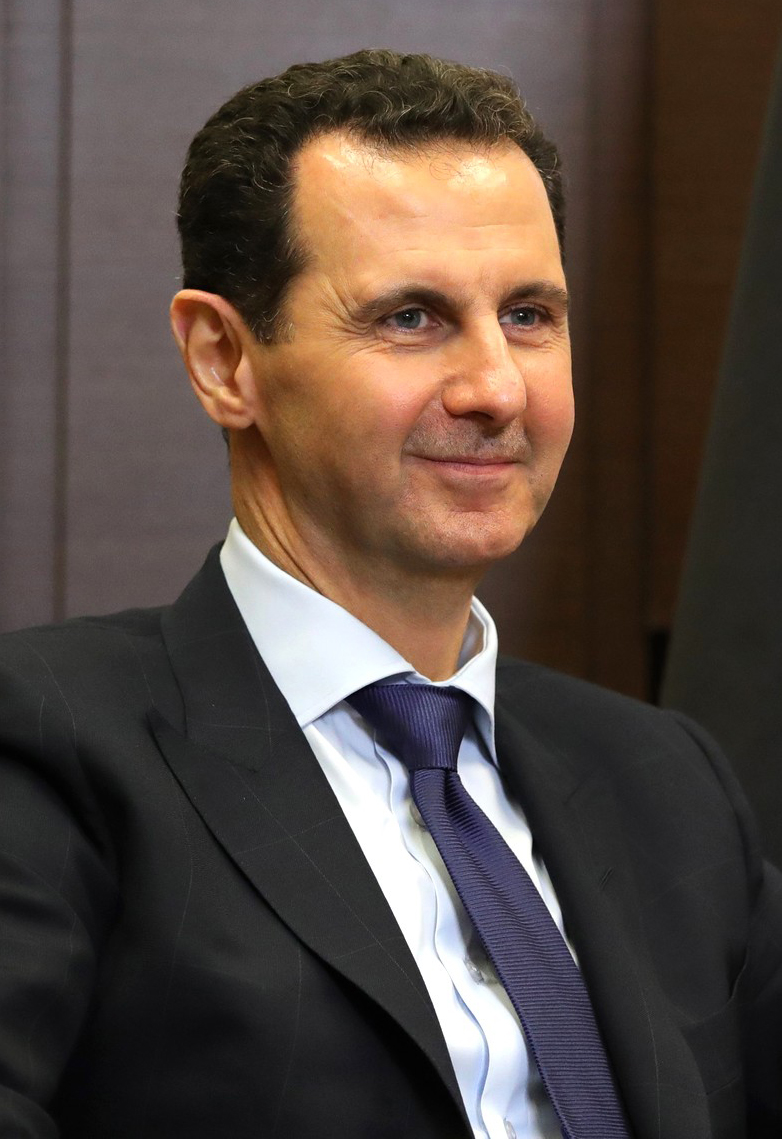
Bashar al-Assad, född den 11 september 1965 i Damaskus, är Syriens president och fortfarande nuvarande sedan den 17 juli 2000.

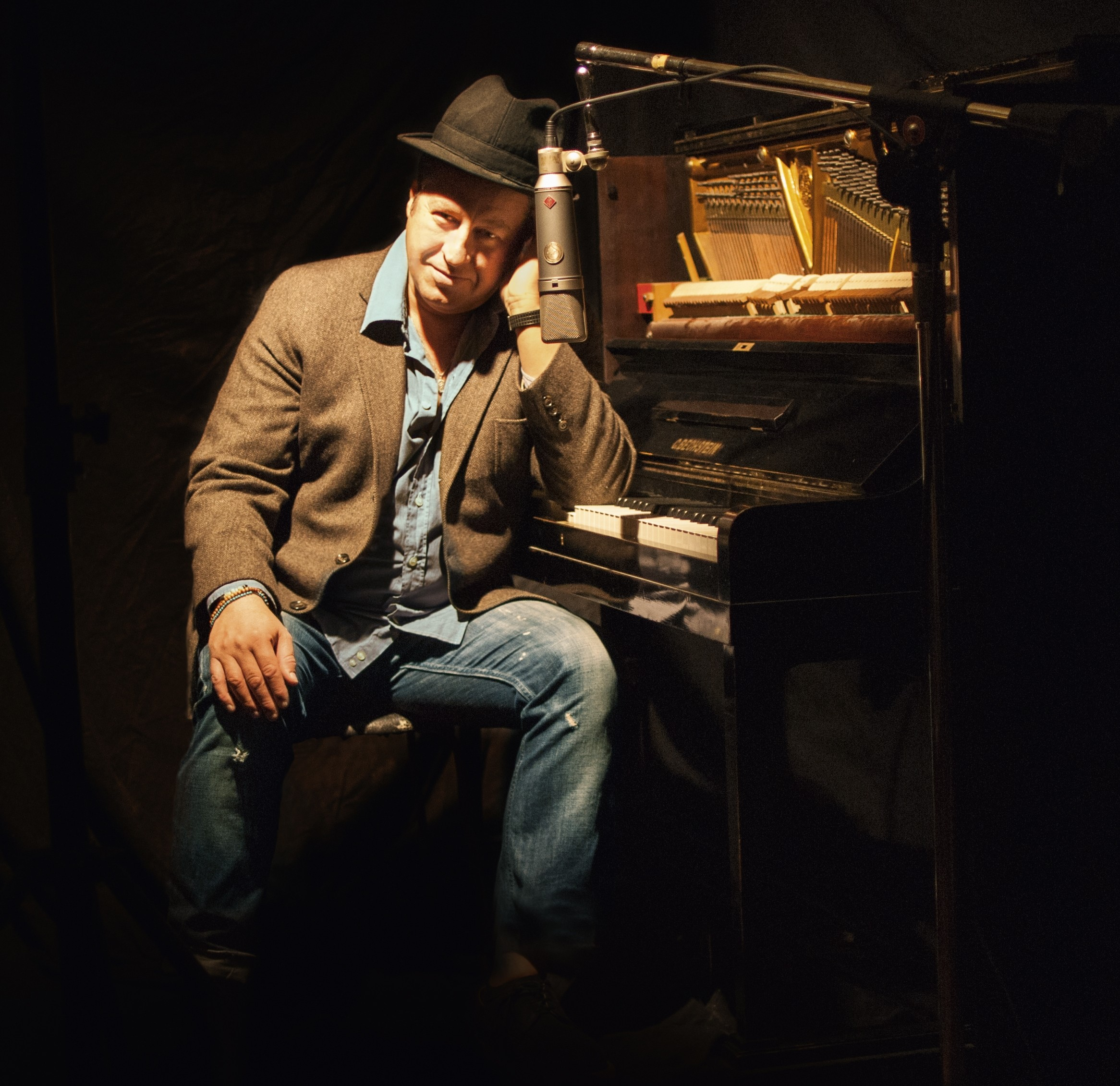
Mauro Scocco, född den 11 september 1962 är en svensk låtskrivare, sångare, musiker och musikproducent. Han är bland annat känd för sången Till dom ensamma från 1991 som var inspelad av honom själv.

- 1524 – Pierre de Ronsard, fransk poet.
- 1556 – Josef av Calasanz, spansk romersk-katolsk präst, bekännare och ordensgrundare, helgon.
- 1611 – Henri de la Tour d'Auvergne de Turenne, fransk fältherre.
- 1624 – Jordan Edenius, svensk professor.
- 1640 – Gabriel Kurck, svensk friherre, landshövding i Skaraborgs län 1668–1683.
- 1656 – Ulrika Eleonora av Danmark, drottning av Sverige 1680–1693, gift med Karl XI.
- 1766 – James Brown, amerikansk politiker och diplomat, senator (Louisiana) 1813–1817 och 1819–1823.
- 1785 – Presley Spruance, amerikansk politiker, senator (Delaware) 1847–1853.
- 1795 – Henrik Reuterdahl, svensk ärkebiskop 1856–1870, ledamot av Svenska Akademien.
- 1810 – James Pollock, amerikansk statstjänsteman och politiker, guvernör i Pennsylvania 1855–1858.
- 1816 – Carl Zeiss, tysk finmekaniker och optiker.
- 1822 – Olga Nikolajevna Romanova, rysk storfurstinna och drottning av Württemberg.
- 1864 – John Gardiner Richards, amerikansk demokratisk politiker, guvernör i South Carolina 1927–1931.
- 1868 – Henry J. Allen, amerikansk republikansk politiker, guvernör i Kansas 1919–1923, senator 1929–1930.
- 1870 – Bertha Wellin, högerpolitiker och sjuksköterska, en av de fem första kvinnorna i riksdagen.
- 1877 – Felix Dzerzjinskij, sovjetisk politiker, chef för tjekan.
- 1887 – Birger Sahlberg, svensk skådespelare.
- 1882 – Vilhelm Lundstedt, svensk socialdemokrat och rättsfilosof.
- 1890 – Ruth Althén, svensk operasångare.
- 1895
  - Uno Henning, svensk skådespelare.
  - Harry Tobias, amerikansk kompositör och sångtextförfattare.
- 1899 – Philipp Bouhler, tysk SS-officer.
- 1902 – Sten Pettersson, ”Sten-Pelle”, häcklöpare, den förste mottagaren av Svenska Dagbladets guldmedalj.
- 1909 – Robert Ryan, amerikansk skådespelare.
- 1910 – Carin Lundquist, svensk skådespelare.
- 1912 – Thure Johansson, svensk brottare.
- 1917
  - Herbert Lom, tjeckiskfödd brittisk skådespelare.
  - Ferdinand Marcos, filippinsk president och diktator 1965–1986.
- 1920
  - Stig Olin, skådespelare, regissör, sångare, radioman och låtskrivare.
  - Satcam Boolell, Mauritius utrikesminister från 1986 till 1990.
- 1923 – Betsy Drake, amerikansk skådespelare.
- 1928 – Reubin Askew, amerikansk demokratisk politiker, guvernör i Florida 1971–1979.
- 1929 – Birgitta Trotzig, svensk författare, ledamot av Svenska Akademien.
- 1932
  - Sven-Axel Carlsson, svensk skådespelare och filmproducent.
  - Jan-Erik Wikström, svensk politiker, riksdagsledamot för folkpartiet 1970–1973 och 1976–1992, kulturminister 1976–1982, landshövding i Uppsala län 1992–1997.
- 1935 – Jacques Gaillot, fransk katolsk biskop.
- 1937 – Robert Crippen, amerikansk astronaut.
- 1940 – Brian De Palma, amerikansk filmregissör.
- 1944 – Serge Haroche, fransk teoretisk fysiker, mottagare av Nobelpriset i fysik 2012.
- 1945 – Franz Beckenbauer, tysk fotbollsspelare.
- 1952 – Tim Murphy, amerikansk republikansk politiker.
- 1956 – Tony Gilroy, amerikansk manusförfattare och regissör.
- 1958
  - Brad Ellsworth, amerikansk demokratisk politiker.
  - Scott Patterson, amerikansk skådespelare.
- 1960 – Hiroshi Amano, japansk fysiker, mottagare av Nobelpriset i fysik 2014.
- 1961 – Virginia Madsen, amerikansk skådespelare.
- 1962
  - Mauro Scocco, svensk låtskrivare, musiker.
  - Richard Juhlin, svensk champagnekännare och författare.
- 1964 – Victor Wooten, amerikansk musiker, basist.
- 1965
  - Bashar al-Assad, Syriens president 2000–.
  - Moby, amerikansk technomusiker.
- 1967 – Harry Connick Jr., amerikansk musiker.
- 1970 – Taraji P. Henson, amerikansk skådespelare.
- 1971 – Richard Ashcroft, engelsk musiker, sångare i The Verve.
- 1977 – Ludacris, amerikansk Rap-artist och skådespelare.
- 1980 – Antônio Pizzonia, brasiliansk racerförare.
- 1981
  - Kent Ekeroth, svensk sverigedemokratisk politiker.
  - Dylan Klebold, amerikansk student och massmördare, den ene av dem som genomförde Columbinemassakern.
- 1982 – Svjatlana Tsichanoŭskaja, vitrysk (belarusisk) politiker och oppositionsledare, som ställt upp som presidentkandidat i presidentvalet i Vitryssland 2020.
- 1987
  - Tyler Hoechlin, amerikansk skådespelare. Mest känd för sin roll som varulven Derek Hale i TV-serien Teen Wolf.
  - Susianna Kentikian, professionell boxare.
- 1991 – Kygo, norsk discjockey.
- 1992 – Oskar Drugge, svensk ishockeyspelare.
- 1997 – Andreas Wingerli, svensk ishockeyspelare.

## Avlidna
- 1069 – Ealdred, ärkebiskop av York.
- 1380 – Håkan Magnusson, kung av Norge sedan 1343 och av Sverige 1362–1364 (möjligen även död i augusti eller föregående dag).
- 1599 – Beatrice Cenci, italiensk patricierdam, avrättad.
- 1684 – Conrad Gyllenstierna, 46, svensk friherre och landshövding.
- 1721 – Rudolf Jacob Camerarius, tysk botaniker och läkare.
- 1760 – Louis Godin, fransk astronom.
- 1823 – David Ricardo, brittisk nationalekonom.
- 1844 – Vincenzo Camuccini, italiensk målare.
- 1883 – Thomas G. Davidson, 78, amerikansk demokratisk politiker, kongressledamot 1855–1861.
- 1921 – George P. Wetmore, amerikansk republikansk politiker, guvernör i Rhode Island 1885–1887, senator 1895–1907 och 1908–1913.
- 1931 – Henry B. Goodwin, tysk-svensk fotograf.
- 1939 – Wilhelm Westrup, svensk affärs-, industri- och riksdagsman.
- 1943 – Oswald Teichmüller, tysk matematiker.
- 1947 – Victor Horta, belgisk arkitekt och formgivare.
- 1948 – Muhammed Ali Jinnah, Pakistans första generalguvernör.
- 1950 – Jan Smuts, sydafrikansk fältmarskalk och politiker.
- 1952 – Alfrēds Riekstiņš, lettisk SS-officer, agent.
- 1965 – Monica Ekberg, svensk skådespelare.
- 1970 – Ernst May, tysk arkitekt.
- 1971 – Nikita Chrusjtjov, sovjetisk premiärminister.
- 1973 – Salvador Allende, chilensk president.
- 1978
  - Ronnie Peterson, svensk Formel 1-förare.
  - Yngve Lorents, svensk samtidshistoriker, utrikespolitisk skribent, och redaktör från Västerås.
- 1981 – Harold Bennett, 82, brittisk skådespelare.
- 1986 – Noel Streatfeild, brittisk författare.
- 1987
  - Kerstin Bernadotte, 77, journalist.
  - Lorne Greene, kanadensisk skådespelare.
  - Peter Tosh, reggaemusiker. (Mördad).
- 1990 – Julius Jacobsen, dansk-svensk kompositör, musikarrangör och musiker (pianist).
- 1991 – Bertil Anderberg, svensk skådespelare.
- 1994 – Jessica Tandy, amerikansk skådespelare.
- 2001
  - Hani Hanjour, pilot och terrorist som kraschade American Airlines Flight 77 in i Pentagon.
  - Ziad Jarrah, terrorist verksam i Hamburgcellen, havererade ett flygplan på en åker i Pennsylvania.
  - John P. O'Neill, amerikansk anti-terroristexpert och säkerhetschef vid World Trade Center.
- 2002 – Kim Hunter, amerikansk skådespelare.
- 2003
  - Anna Lindh, 46, svensk utrikesminister (S). (Mördad).
  - John Ritter, amerikansk skådespelare.
- 2004
  - Fred Ebb, amerikansk sångtextförfattare, manusförfattare, kompositör och filmproducent.
  - Patriark Petrus VII av Alexandria, grekisk-ortodox patriark av Alexandria. (Flygolycka)
- 2006
  - William Auld, 81, esperantospråkig poet.
  - Joachim Fest, 79, tysk historiker och författare.
- 2007 – Joe Zawinul, 75, österrikisk jazzpionjär.
- 2009
  - Gertrude Baines, 115, världens äldsta människa.
  - Larry Gelbart, 81, amerikansk manusförfattare, skapare av tv-serien M*A*S*H.
- 2010 – Gunnar Hoffsten, 86, svensk musiker.
- 2011
  - Christian Bakkerud, 26, dansk racerförare.
  - Axel Wallenberg, 53, svensk investerare.
  - Andy Whitfield, 39, amerikansk skådespelare.
- 2012
  - Erwin Dold, 92, tysk kommendant i koncentrationslägret Dautmergen under andra världskriget.
  - Sergio Livingstone, 92, chilensk fotbollsspelare och sportkommentator.
- 2014 – Bob Crewe, 82, amerikansk kompositör, sångtextförfattare och musikproducent.
- 2016 – Alexis Arquette, 47, amerikansk skådespelare.
- 2024 – Alberto Fujimori, 86, peruansk politiker, Perus president.